# 747 هـ
747 هـ هي سنة في التقويم الهجري امتدت مقابلةً في التقويم الميلادي بين سنتي 1346 و1347.

## وفيات
- عبيد الله بن مسعود بن تاج الشريعة
- صدر الدين الشعيبي